# یکشنبه‌ها هرگز
یکشنبه‌ها هرگز (به انگلیسی: Never on Sunday) فیلمی ۹۱ دقیقه‌ای در سبک کمدی رمانتیک به کارگردانی ژول داسن با بازی ملینا مرکوری است.

## داستان فیلم
ایلیا یک روسپی شوخ طبع است که زندگی شاد و مرفهی در بندر پیره دارد. او هر یکشنبه در استخر اسکله شنا می‌کند. یک فیلسوف آماتور بنام هومر تریس از شهر میدل تاون وارد شهر می‌شود و برای پاسخ به این ‍پرسش که چرا یونان از عظمت باستانیش نزول کرده در میبابد که ایلیا خود نمادی از سقوط یونان است. بنابراین تصمیم میگیرد که به گونه ای ناشناخته ایلیا را نجات دهد. او پول و کمک‌هایش را به صورت ناشناخته به نام معاون ناشناس شرکت برای تحصیل و کتاب و همه چیز برای ایلیا میفرستد و از او میخواهد که از این کار دست بکشد زیرا استقلال او برای دیگر روسپیان الهام بخش وارستگی خواهد بود.